# Kaliyawaans
Kaliyawaans, ook Kaliyuawaans, is een dialect van het Nataoraans Amis, een centrale taal gesproken in Taiwan.

## Classificatie
- Austronesische talen
  - Oost-Formosaanse talen
    - Centrale talen
      - Nataoraans Amis
        - Kaliyawaans

Cikosowaans · Kaliyawaans · Nataoraans · Natawraans · Pokpok · Ridaw · Sakizaya